# Pianet

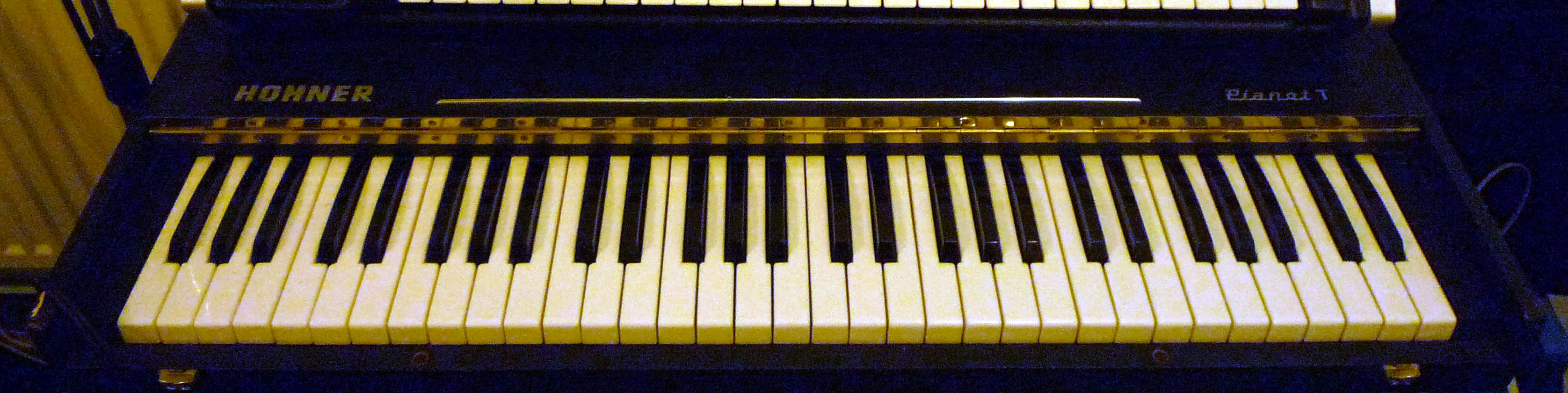
Hohner Pianet T

Le Pianet est une série de pianos électriques construits par la compagnie Hohner de Trossingen (Allemagne de l'Ouest) pendant les années 1950 à 1983. Les premiers modèles ont été conçus par Ernst Zacharias, également auteur des Clavinet et Cembalet.

## Principe et fonctionnement
Jusqu'en 1977, le son est engendré par des lamelles de métal pincées par des tampons de mousse imprégnés d'un adhésif (en fait une huile de silicone visqueuse spéciale). Les tampons sont reliés à des tiges elles-mêmes reliées aux touches. Lorsqu'une touche est enfoncée, le tampon se décolle de la lamelle, qui se met à vibrer.
À partir de 1977 et de la série Pianet T, les tampons adhésifs sont remplacés par des aimants en caoutchouc (brevet de la NASA).

## Historique
Plusieurs modèles de Pianet sont sortis pendant la période de fabrication : les modèles originaux étaient les Pianet C et Pianet N, avec des caisses en bois et des pieds.
- Le Pianet C était dépourvu de dispositifs de contrôle.

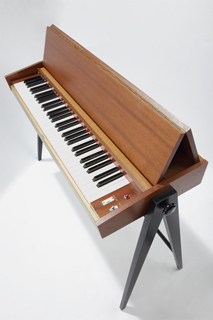
Hohner Pianet N Version II

- Hohner Pianet N Version IILe Pianet N, par contre, avait un circuit de trémolo avec un interrupteur près du clavier.
- Le Pianet L, sorti plus tard, avait des pieds en métal.

Le Pianet a vite eu du succès avec les groupes pop des années 1960, conduisant Hohner à concevoir un modèle Combo destiné aux musiciens de scène. Sans pieds, il était destiné à être posé sur un piano ou un orgue.
Les derniers modèles, les Pianet M et T, ont été produits par Hohner en 1977. Les microphones électroacoustiques y étaient remplacés par des microphones passifs, et les tampons de mousse par des tampons magnétiques en caoutchouc (brevet NASA).

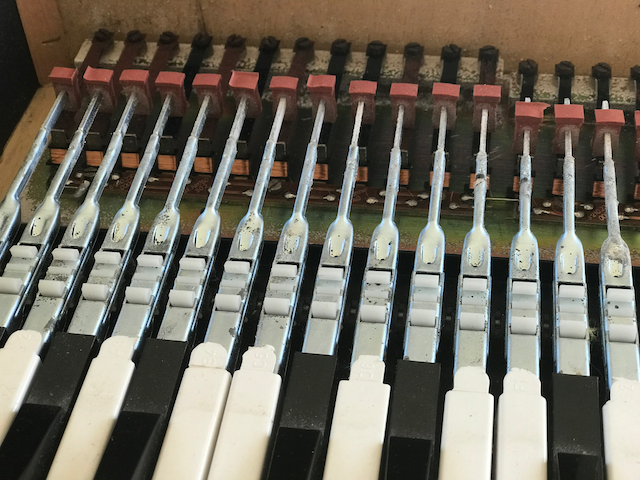
Electro-mécanisme du Pianet T

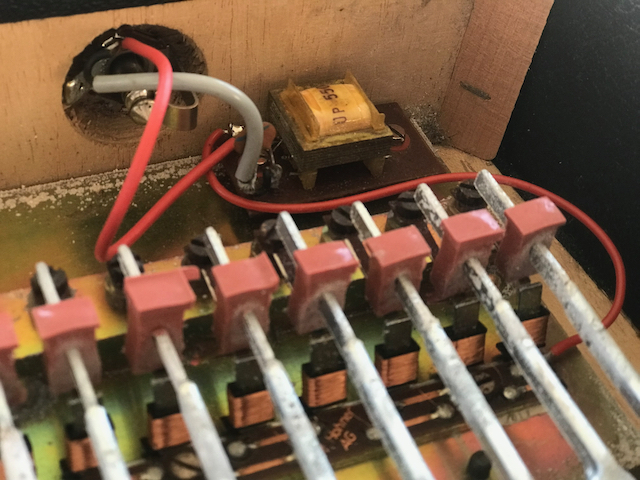
Transformateur de sortie du signal d'induction passive du Planet T

- Le modèle M était destiné à l'usage domestique, et avait une caisse en bois, des haut-parleurs intégrés et un circuit de phasing.
- Le modèle T était conçu pour le musicien itinérant. Ne nécessitant pas d'alimentation électrique et dépourvu de pieds, il était habillé de vinyle noir (du Tolex, d'où le "T"), contrairement à la finition de bois verni des autres modèles. C'est le modèle le plus commun sur le marché aujourd'hui.

Ces changements se sont imposés à Hohner quand il est apparu que les tampons de mousse originaux se désintégraient au cours du temps ; les tampons en caoutchouc étaient bien plus durables. Quoi qu'il en soit, le son était complètement différent, beaucoup plus moelleux que celui des premiers modèles.
- Le Clavinet/Pianet Duo combine le Clavinet E7 et le Pianet T en un seul clavier, il permet de mixer les sons ou de les spliter.

## Utilisation
Bien que très populaires auprès des musiciens semi-professionnels en raison de leur faible coût et de leur portabilité, ces instruments n'ont cependant pas été beaucoup utilisés par les principaux artistes.
On retrouve les Pianets (anciens modèles) sur un certain nombre de succès des années 1970, dont She's Not There des Zombies, Louie Louie des Kingsmen, I Am the Walrus des Beatles, et Joy to the World des Three Dog Night.
Les Pianets connaissent actuellement un regain de popularité pour leur son rétro, et la disponibilité de tampons de rechange pour les anciens modèles, dont la plupart étaient devenus complètement inutilisables.

## Modèles
Pianet M :
- Caractéristique : monté sur pied, c'est un meuble (long: 90 cm, prof: 37 cm, haut: 21 cm - démontable mais fastidieux) en aggloméré. Il possède deux Hp stéréo intégrées. Pupitre transparent d'origine
- Réglages : quatre potentiomètres, Phasing, réglage du phaser, volume et réglage des basses
- Branchement : din 5 broches pour sortie sur ampli externe/casque, din 5 broches pour l'entrée d'une source audio. Prise standard d'alimentation 220v.
- Défaut récurrent : bruit blanc au H.P gauche dû au dysfonctionnement de l’ampli avec l'âge. Volume diminué dans celui-ci.

Pianet T :
- Caractéristique : sans alimentation, bobines d'induction passive à chaque note, conception minimaliste mais son incroyablement riche.
- Réglages : aucun.
- Branchement : prise Jack.
- Défaut apparaissant avec le temps : volume inégal des notes à la suite d'un encrassement des caoutchoucs magnétiques ou, plus embêtant, à l'oxydation des lamelles métalliques.